# Saint-Père (Yonne)
Saint-Père es una localidad y comuna francesa situada en la región de Borgoña, departamento de Yonne, en el distrito de Avallon y cantón de Vézelay.
También se la conoce como Saint-Père-sous-Vézelay.

## Demografía
| 1 385 | 1 246 | 1 356 | 1 401 | 1 038 | 1 539 | 1 072 | 1 112 | 1 088 | 1 069 | 1 073 | 1 023 | 1 018 | 1 001 | 987 | 951 | 906 | 870 | 836 | 770 | 587 | 602 | 563 | 538 | 492 | 432 | 377 | 402 | 348 | 356 | 348 | 385 | 385 |
| Para los censos de 1962 a 1999 la población legal corresponde a la población sin duplicidades (Fuente: INSEE [Consultar]) |       |       |       |       |       |       |       |       |       |       |       |       |       |     |     |     |     |     |     |     |     |     |     |     |     |     |     |     |     |     |     |     |

## Lugares y monumentos
- Iglesia de Nuestra Señora. Monumento histórico de estilo gótico construido entre el siglo XIII y XIV.

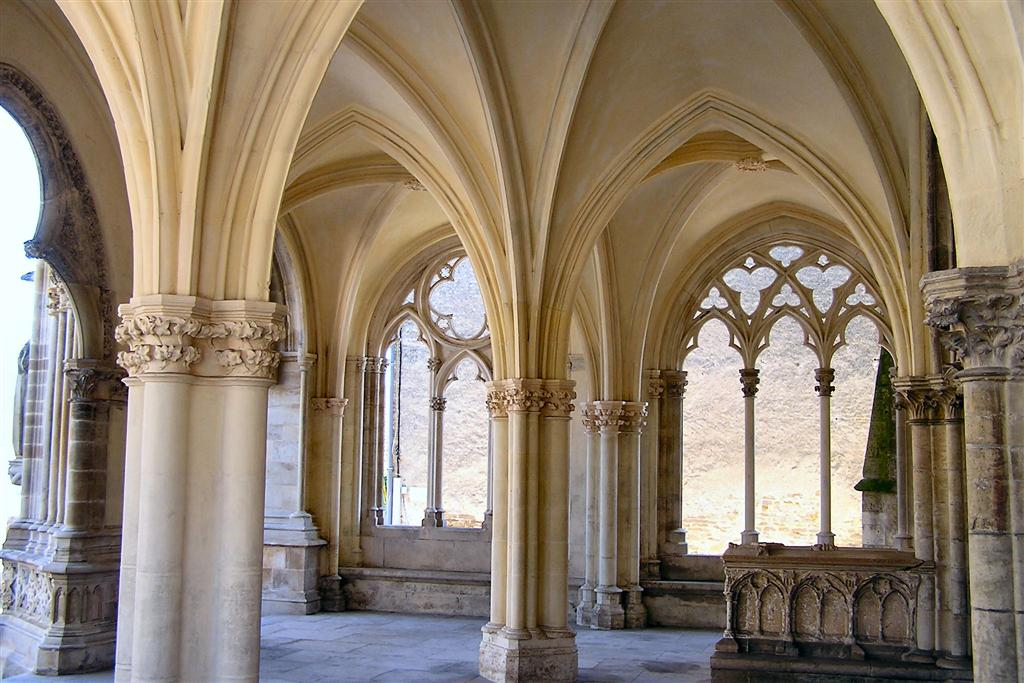
Porche cubierto
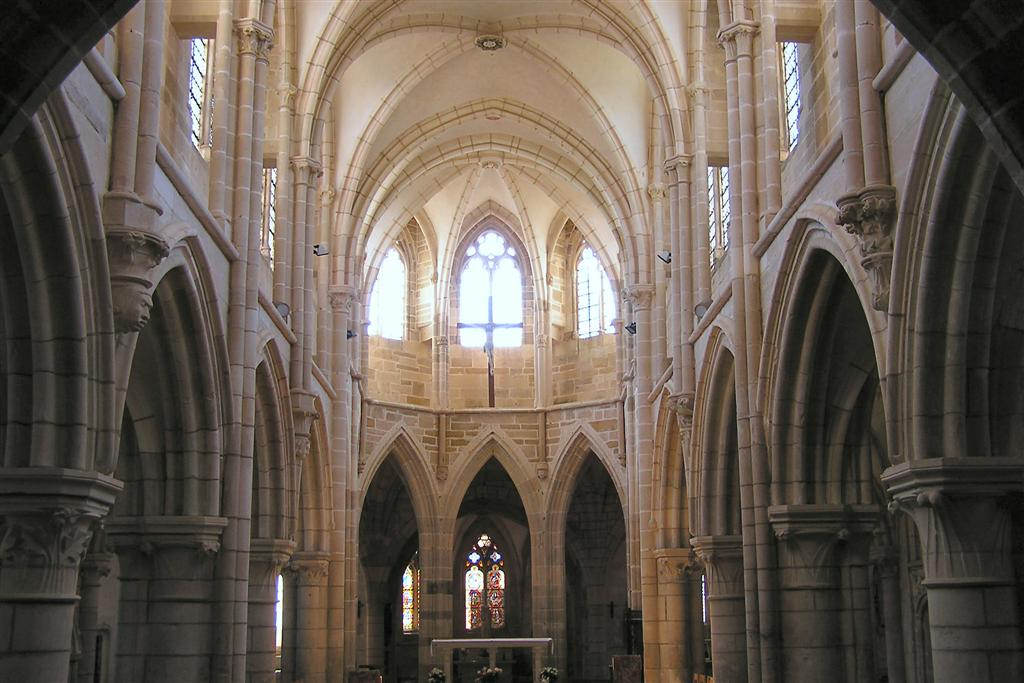
Intérior del templo

- Sitio arqueológico de Fontaines Salées. De época romana, comprende los restos de unas termas y un santuario.

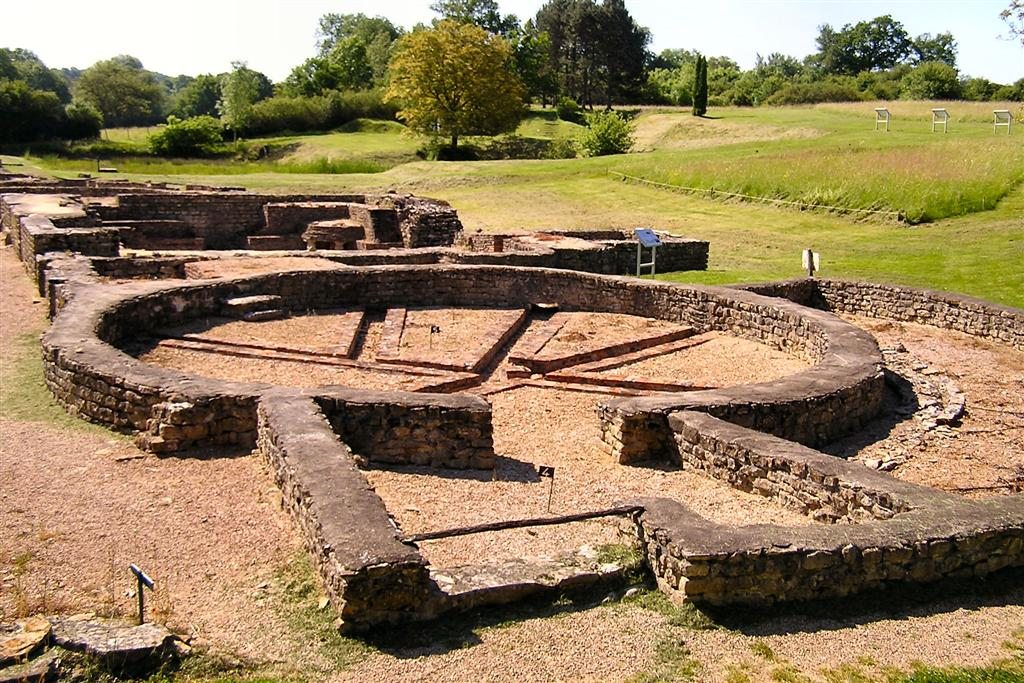
Restos de las termas.
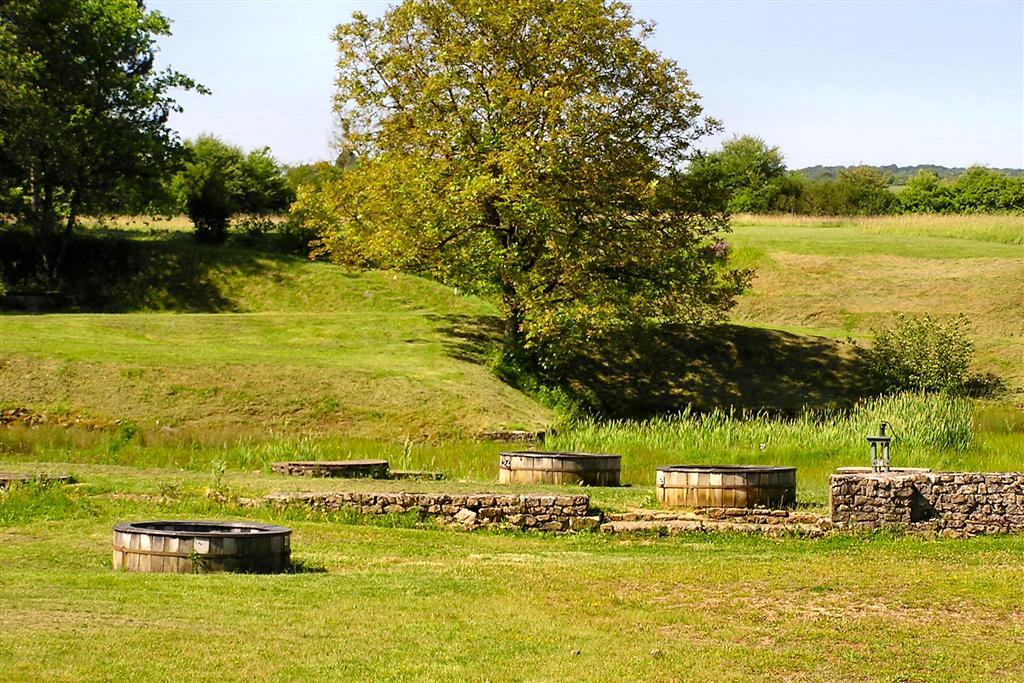
Depósitos de captación de aguas.